# Kántor Pál
Kántor Pál (angol nevén: Paul Kantor) (Tiszakarád, 1937. augusztus 12.–) Kanadában élő magyar-amerikai-kanadai református lelkipásztor, a hamiltoni Kálvin János Református Egyház lelkésze, költő.

## Életútja

### Korai évek
Kántor Pál, egy bodrogközi kisközségben, Tiszakarádon született 1937. augusztus 12-én. Az általános iskola befejezése után nem vették fel a középiskolába, ezért Miskolcra ment ahol esztergályos inasnak tanult a Borsodvidéki Gépgyárban. Nem esztergályosként képzelte el a jövőjét, ezért a sárospataki Rákóczi Gimnáziumban folytatta tanulmányait és Ózdon a Kohó- és Gépipari Technikumban fejezte be. Érettségi után Diósgyőrben a kohászati művek villamos műhelyében dolgozva, esti iskolában szerzett oklevelet villanyhegesztésből. 1956 tavaszán Miskolcon nem kapott letelepedési engedélyt, ezért visszament szülőfalujába, ahol egy állami gazdaságban kapott éjjeliőri állást. Az 1956-os forradalom idején édesapja a Munkástanács elnök helyettese volt, ő pedig az önszerveződő csoportosulás legfiatalabb tagjaként, a sárospataki járásban gyűjtött élelmet Budapest lakosainak. A forradalomban játszott szerepe miatt emigrálnia kellett. 1956 karácsonyán családjával Ausztriába, majd a következő évben az Amerikai Egyesült Államokba menekült. Norwalkon, Connecticut államban telepedtek le, ahol mint esztergályos és technikus dolgozott a Boots Aircraft vállalatnál.

### Tanulmányai
Egyetemi tanulmányait a Bloomfield College and Seminaryben, New Jersey államban kezdte meg 1958-ban angol irodalom szakon, amit egy B.A. (Bachelor of Arts) fokozattal fejezett be 1961-ben. Majd a Montclair Teacher State College egyetemi szintű tagozatán tanári minősítést kapott, ugyanakkor teológiai tanulmányokat folytatott Bloomfielden. Ezután egy presbiteriánus egyházat szolgálva Yonkersen, New York Theological Seminarybe, New Yorkba került, majd Rorchesterben, a Colgate Rochester Divinity School-ban szerzett diplomát. Kurzusokat hallgatott még Buffalóban, Mentorban és Lafayette-ben.

### Munkássága
Több mint tíz évet szolgált Buffalóban, a nyugati oldalon lévő református egyháznál. Ottléte alatt szervezte meg a Kossuth Park kiépítését Grand Islandon, egy 25 hektáros területen azzal a gondolattal, hogy a környék kis magyar egyházai egy közös kultúrközpontot találjanak. 1974-ben Fairport Harborba kapott meghívást egy másik református gyülekezettől, ahonnan kilenc év után Columbusba ment. Öt év múlva újra visszakerült Buffalóba egy német gyülekezethez, ahonnan 1990 nyarán a két magyar presbiteriánus gyülekezet meghívására Kanadába ment. Kilenc évet dolgozott a két gyülekezetnél. 2000 februárjától a Hamiltoni Református Egyháznál végez szolgálatokat Ontarióban.

### Tisztségei
Az Egyesült Államokban két terminusban volt a Tóparti Egyházmegye esperese; az Amerikai Magyar Református Egyesület egyik igazgatója; a Reformátusok Lapjának öt évig szerkesztője; az Amerikai Magyar Református Lelkészegyesület titkára, elnökhelyettese, majd elnöke. 1991-től a Kanadai Magyar Református Lelkészegyesület titkára és 1994-től két terminusban elnöke is volt. Ezidáig az egyetlen magyar lelkipásztor, aki az amerikai és kanadai magyar református lelkészegyesületek elnökeként is szolgált. 1995-ben, a Magyarországon megalakult, közel 40 országot magába foglaló Egyetemes Református Zsinat hat évre választotta meg jegyzőnek. Kétszer volt megválasztott elnöke a Torontóban gyűlésező Magyarok Világszövetsége kanadai részlegének.
Hosszú út végén jutottam ki Kanadába, ahol sikerült megvetnem a lábamat és megtaláltam a valódi hivatásomat, az emberi lelkekkel való törődést. Azóta is feladatomnak tartom, hogy a Kanadába kikerülő magyaroknak lehetőségeimhez mérten segítsek.

## Művei
- Jubileumi emlékkönyv a Buffalo West Side-i Magyar Református Egyház negyvenötéves évfordulójára. 1927-1972; összeáll. Kántor Pál; Református Egyházközség, Buffalo, 1972
- Hogyan fedezték fel a magyarok Amerikát; szerzői, Fairport Harbor, 1976
- Kedves Bözsi ángyom! Humoros levelek; szerzői, Fairport Harbor, 1977
- Fragments of our history Hungarian Reformed Church Fairport Harbor, Ohio 1910-1980; szöveg, fotó Kántor Pál; Hungarian Reformed Church, Fairport Harbor, 1980
- Nincsen mindig lakodalom (1984)
- Magyar fohász
- Tiszavirág. 2005 és 2006 válogatott versei; Corvina, Toronto, 2007
- Perseida, csillaghullás – 2007 versei; Corvina Ny., Toronto, 2008
- Hímzett párnahuzat (2008)
- Borostyánlevél – 2009 versei (2010)
- Dupla szivárvány – 2010-2011 versei (2012)
- Búcsúm a költészettől – 2012 versei (2013)
- Igen messze mentem – az utóbbi idők versei (2019)

## Díjak, elismerések
- A Magyar Érdemrend lovagkeresztje (2017) – az 1956-os forradalom és szabadságharc idején tanúsított helytállása, valamint az amerikai és kanadai magyarságért több mint fél évszázadon keresztül végzett áldozatos munkája elismeréseként. [2]
- Tiszakarád díszpolgára (2017) [3]
- 2017 óta a tiszakarádi faluházat Kántor Pál Művelődési Háznak nevezik.[5]